# Orschwiller
Orschwiller é uma comuna francesa na região administrativa de Grande Leste, no departamento Baixo Reno. Estende-se por uma área de 6,31 km². Em 2010 a comuna tinha 595 habitantes (densidade: 94,3 hab./km²).